# Оноре Габрієль Мірабо
Оноре Габрієль Рікеті, граф де Мірабо (фр. Honoré Gabriel Riqueti, comte de Mirabeau) (9 березня 1749 — 2 квітня 1791) — французький політик, письменник, оратор, революціонер, дипломат. Під час Французької революції належав до табору поміркованих революціонерів, був прихильником конституційної монархії. Був дискредитований завдяки таємним перемовам з королем, які стали відомі після його смерті.

## Ранні роки життя
Оноре Габрієль Рікеті, граф де Мірабо народився 9 березня 1749 року в замку Біньон у Провансі. Батьками Мірабо були маркіз Віктор Рікеті де Мірабо, знаменитий економіст і багатий аристократ, і Марія Женев'єва, уроджена де Вассан. Здобувши ґрунтовну домашню освіту, Мірабо продовжив навчання в приватному військовому пансіоні в Парижі упродовж 1764-1768 рр.
З юних років Мірабо проявив себе авантюристом, мав бунтівний характер і пристрасть до веселого життя. З місця військової служби, куди його направив батько, він втік, рятуючись від обдуреної дівчини і кредиторів, які вимагали сплату боргів. У 1772 р. він одружився з багатою спадкоємицею Емілією де Маріньян, але шлюб виявився невдалим, подружжя незабаром розлучилося, а їхній син Віктор помер у дитинстві. Поведінка сина та його марнотратство викликали невдоволення батька — маркіза де Мірабо, котрий добився домашнього арешту Оноре Габрієля у 1773 р. Арешт змінився засланням, а потім ув'язненням у замку Іф і пізніше у 1775 р. у фортеці Жу. У 1777 р. Мірабо втік із заслання разом з дружиною місцевого сеньйора, маркізою Софі де Моньє, що прихопила з собою значну суму грошей, але їх швидко зловили. Після арешту і суду Мірабо ув'язнили впродовж двох років у Венсенському замку (1778—1780 рр.). Після звільнення він опротестував свій арешт, в суді блискуче захищав самого себе і врешті виграв справу.

## Публіцист та оратор
З часом слава Мірабо, як блискучого оратора та авантюриста почала ширитися серед кіл інтелігенції Франції. У своїх творах він виявив переконаність у просвітницьких ідеях, мав велику ерудицію, був витонченим та гостро полемічним публіцистом. У 1776 р. він написав один із найвідоміших своїх творів — памфлет «Досвід про деспотизм», а у 1778 р. «Про таємні накази і державні в'язниці», в якому викривав свавілля влади. Популярність також отримала його робота «Прусська монархія», написана в Пруссії у 1788 р., де він знаходився з дипломатичним дорученням уряду. Мірабо також написав безліч памфлетів, статей з економіки, історії, політики, дипломатії, робив переклади Гомера, Тацита, Боккаччо.
Ще до початку революції Мірабо обрано до Генеральних штатів у 1789 р. від третього стану (буржуазії). До парламенту він був обраний від Провансу, де знайшли підтримку його вимоги про скасування станових привілеїв. У Генеральних штатах, та пізніше в Установчих зборах він відразу став одним з авторитетних лідерів революції. Там він брав активну участь у розробці Декларації прав людини і громадянина і також Конституції, редагував газету «Листи до моїх виборців», яка стала однією з найпопулярніших та читаних.

## Революціонер
Мірабо був переконаним прибічником конституційної монархії, він бачив у ній гарантію стабільної влади, власності і свободи громадян. Попри це, він також був надзвичайно популярним в радикальних колах паризьких революціонерів, які прагнули ліквідувати монархію. Метою Мірабо було отримання міністерської посади, щоб зміцнити владу короля і стримати радикалізацію революції та революційну анархію. Під час своєї діяльності на чолі революції у квітні 1790 р. він налагодив секретний зв'язок з королем, представляв йому записки, в яких пропонував способи порятунку монархії через визнання конституції, вплив на громадську думку, газети, шляхом зміцнення армії.

## Смерть
Знаходячись у зеніті слави, Мірабо захворів на перикардит і незабаром 2 квітня 1791 року помер. Навколо його раптової смерті вирували чутки і лунали звинувачення в отруєнні.
Його смерть була сприйнята як трагедія революції і його прах поховали в Пантеоні слави з найбільшими почестями.
Однак, за півтора року після його смерті послання Мірабо королю Людовику XVI були знайдені в палаці Тюїльрі після арешту короля. Революціонери затаврували Мірабо як зрадника, який вів «подвійну гру», і його останки винесли з усипальниці великих людей, перепоховали на кладовищі для злочинців у передмісті Сен-Марсо.